# Bucculatrix improvisa
Bucculatrix improvisa är en fjärilsart som beskrevs av Braun 1963. Bucculatrix improvisa ingår i släktet Bucculatrix och familjen kronmalar. Inga underarter finns listade i Catalogue of Life.